# Reinhold Hucker
Reinhold Hucker (ur. 6 września 1948 w Unterelchingen) – zachodnioniemiecki zapaśnik walczący w stylu klasycznym. Olimpijczyk z Monachium 1972, gdzie odpadł w eliminacjach w kategorii 82 kg. Zajął dziewiąte miejsce na mistrzostwach świata w 1971 i czternaste w 1974 roku.
Zdobył tytuł mistrza Niemiec w 1972, drugi w 1974 i trzeci w 1969 i 1970.
- Turniej w Monachium 1972

Przegrał ze Szwedem Janem Kårströmem i zawodnikiem radzieckim Anatolijem Nazarenko.